# Aleksandar Todorovski
Aleksandar Todorovski (in macedone Александар Тодоровски?; Kraljevo, 26 febbraio 1984) è un calciatore macedone, difensore dell'Hajduk Beška.

## Carriera

### Club
Segna il suo primo gol con il Rad Belgrado il 10 dicembre 2008 nella vittoria casalinga per 2-0 contro il Napredak Kruševac. L'ultimo gol viene siglato il 18 marzo 2009 nella vittoria fuori casa, proprio grazie ad esso, di 0-1 contro il Vojvodina. Gioca l'ultima partita con il Rad Belgrado il 4 dicembre 2010 nella sconfitta fuori casa per 2-1 contro lo Javor Ivanjica.
A febbraio del 2011 firma un triennale con il Polonia Varsavia, ma raggiunge la nuova squadra solo a luglio. Debutta in Ekstraklasa l'11 settembre 2011 nella sconfitta fuori casa per 3-2 contro lo Jagiellonia Białystok.
Nella sessione estiva di calciomercato 2013 il giocatore si trasferisce allo Sturm Graz, firmando un contratto biennale.

### Nazionale
Ha giocato per la nazionale della Serbia e Montenegro U-19 nel 2002.
Nel gennaio 2010 dichiara di voler giocare per la Macedonia. Debutta con la Nazionale macedone il 3 marzo 2010 nella vittoria casalinga per 2-1 contro il Montenegro.

## Statistiche

### Cronologia presenze e reti in Nazionale
| Cronologia completa delle presenze e delle reti in nazionale ― Macedonia | Cronologia completa delle presenze e delle reti in nazionale ― Macedonia | Cronologia completa delle presenze e delle reti in nazionale ― Macedonia | Cronologia completa delle presenze e delle reti in nazionale ― Macedonia | Cronologia completa delle presenze e delle reti in nazionale ― Macedonia | Cronologia completa delle presenze e delle reti in nazionale ― Macedonia | Cronologia completa delle presenze e delle reti in nazionale ― Macedonia | Cronologia completa delle presenze e delle reti in nazionale ― Macedonia |
| Data                                                                     | Città                                                                    | In casa                                                                  | Risultato                                                                | Ospiti                                                                   | Competizione                                                             | Reti                                                                     | Note                                                                     |
| ------------------------------------------------------------------------ | ------------------------------------------------------------------------ | ------------------------------------------------------------------------ | ------------------------------------------------------------------------ | ------------------------------------------------------------------------ | ------------------------------------------------------------------------ | ------------------------------------------------------------------------ | ------------------------------------------------------------------------ |
| 3-3-2010                                                                 | Skopje                                                                   | Macedonia                                                                | 2 – 1                                                                    | Montenegro                                                               | Amichevole                                                               | -                                                                        |                                                                          |
| 29-5-2010                                                                | Bischofshofen                                                            | Azerbaigian                                                              | 1 – 3                                                                    | Macedonia                                                                | Amichevole                                                               | -                                                                        |                                                                          |
| 7-9-2010                                                                 | Skopje                                                                   | Macedonia                                                                | 2 – 2                                                                    | Armenia                                                                  | Qual. Euro 2012                                                          | -                                                                        |                                                                          |
| 17-11-2010                                                               | Coriza                                                                   | Albania                                                                  | 0 – 0                                                                    | Macedonia                                                                | Amichevole                                                               | -                                                                        |                                                                          |
| 22-12-2010                                                               | Guangzhou                                                                | Cina                                                                     | 0 – 0                                                                    | Macedonia                                                                | Amichevole                                                               | -                                                                        |                                                                          |
| 9-2-2011                                                                 | Skopje                                                                   | Macedonia                                                                | 0 – 1                                                                    | Camerun                                                                  | Amichevole                                                               | -                                                                        |                                                                          |
| 15-11-2011                                                               | Prilep                                                                   | Macedonia                                                                | 0 – 0                                                                    | Albania                                                                  | Amichevole                                                               | -                                                                        |                                                                          |
| 29-2-2012                                                                | Lussemburgo                                                              | Lussemburgo                                                              | 2 – 1                                                                    | Macedonia                                                                | Amichevole                                                               | -                                                                        |                                                                          |
| 14-11-2012                                                               | Skopje                                                                   | Macedonia                                                                | 3 – 2                                                                    | Slovenia                                                                 | Amichevole                                                               | -                                                                        |                                                                          |
| 6-2-2013                                                                 | Skopje                                                                   | Macedonia                                                                | 3 – 0                                                                    | Danimarca                                                                | Amichevole                                                               | -                                                                        |                                                                          |
| 22-3-2013                                                                | Skopje                                                                   | Macedonia                                                                | 0 – 2                                                                    | Belgio                                                                   | Qual. Mondiali 2014                                                      | -                                                                        |                                                                          |
| 26-3-2013                                                                | Bruxelles                                                                | Belgio                                                                   | 1 – 0                                                                    | Macedonia                                                                | Qual. Mondiali 2014                                                      | -                                                                        |                                                                          |
| 11-6-2013                                                                | Oslo                                                                     | Norvegia                                                                 | 2 – 0                                                                    | Macedonia                                                                | Amichevole                                                               | -                                                                        |                                                                          |
| 26-5-2014                                                                | Kufstein                                                                 | Camerun                                                                  | 2 – 0                                                                    | Macedonia                                                                | Amichevole                                                               | -                                                                        |                                                                          |
| 26-5-2014                                                                | Rieti                                                                    | Qatar                                                                    | 0 – 0                                                                    | Macedonia                                                                | Amichevole                                                               | -                                                                        |                                                                          |
| 14-6-2015                                                                | Žilina                                                                   | Slovacchia                                                               | 2 – 1                                                                    | Macedonia                                                                | Qual. Euro 2016                                                          | -                                                                        |                                                                          |
| Totale                                                                   |                                                                          | Presenze                                                                 | 16                                                                       |                                                                          | Reti                                                                     | 0                                                                        |                                                                          |